# Zealandotachina quadriseta
Zealandotachina quadriseta là một loài ruồi trong họ Tachinidae.